# Межлесье (Курганская область)
Межлесье — деревня в Шумихинском районе Курганской области России. Входит в состав Большевистского сельсовета.

## География
Деревня находится на западе Курганской области, в лесостепной зоне, при автодороге 37Н-2222, на расстоянии примерно 29 километров (по прямой) к северу от Шумихи, административного центра района. Абсолютная высота — 153 метра над уровнем моря.
Климат
Климат характеризуется как континентальный с холодной малоснежной зимой и коротким тёплым летом. Средняя температура воздуха самого тёплого месяца (июля) составляет 18,5 °C (абсолютный максимум — 39 °C); самого холодного (января) — −16,8 °C (абсолютный минимум — −48 °C). Среднегодовое количество атмосферных осадков составляет 429 мм, из которых 323 мм выпадает в тёплый период.
Часовой пояс
Деревня Межлесье, как и вся Курганская область, находится в часовой зоне МСК+2. Смещение применяемого времени относительно UTC составляет +5:00.

## Население
| 1989 | 2002 | 2010 |
| ---- | ---- | ---- |
| 174  | →174 | ↘95  |

Гендерный состав
По данным Всероссийской переписи населения 2010 года в гендерной структуре населения мужчины составляли 42,1 %, женщины — соответственно 57,9 %.
Национальный состав
Согласно результатам Всероссийской переписи населения 2002 года, в национальной структуре населения русские составляли 90 % из 174 чел.